# Csákyújfalu
Csákyújfalu (Huta), település Romániában, a Partiumban, Szilágy megyében.

## Fekvése
Kásapatak mellett fekvő település.

## Története
Csákyújfalu korábban Kásapatak (Bogdana) része volt.
1850-ben 139 lakosából 20 magyar, 56 német volt.
1956-ban 80 lakosa volt.
A 2002-es népszámláláskor 30 román lakost számoltak össze itt.